# マルコス・サンチェス・トラキリノ
マルコス・サンチェス・トラキリノ（Marcos Sánchez-Tranquilino）は、メキシコ系アメリカ人の美術史家。
1970年代初期のチカーノによるストリートアートを専門とする。ホリー・バーネット・サンチェスと共にプロジェクト・コーディネーターとして1984年から5年の準備期間を経て1990年から開催した「カラ」展は有名。

## チカーノの語とトラキリノ
昨今、チカーノという語の意味が拡散していく現状を踏まえて、彼は新たに「USメキシカン」という言葉を使うことを提唱している。この言葉は、「メキシコ系」で「アメリカ在住」である人になら誰にでも含まれる、チカーノの最も広い意味と合致する言葉である。